# 무언가 잘못되었다
《무언가 잘못되었다》는 대한민국의 2025년 4월 16일 부터 공개 중인 BL 헤븐리 오리지널 드라마이다.

## 줄거리
긴 시간 어긋나있던 서로의 감정을 첫 단추부터 다시 채우려는 두 청춘의 사랑 이야기

## 등장 인물

### 주요 인물
- 최민호 : 도바우 역
- 정제현 : 지훈 역
- 지민서 : 정하민 역

### 주변 인물
- 전사라 : 정하경 역
- 홍유리 : 다은 역
- 배승혁 : 지호 역
- 박수형 : 경민 역
- 박상현 : 누리 역

## 참고 사항
- 2022년에 공개된 드라마 <블루밍>과 동일하게 웹툰 <인기는 무언가 잘못되었다>를 원작으로 하고 있으나, 해당 작품에서는 주변 인물인 도바우와 지훈을 주인공으로 하고 있다.